# Robert Kusmirowski
Robert Kusmirowski (* 1973 in Łódź als Robert Kuśmierowski) ist ein polnischer bildender Künstler und Schöpfer von Rauminstallationen sowie Performances.
Er studierte Bildhauerei an der polnischen Marie-Curie-Sklodowska-Universität in Lublin und an der französischen Université de Haute Bretagne in Rennes.

## Ausstellungen
(Auswahl)
- 2000: Zentrum für zeitgenössische Kunst, Schloss Ujazdowski, Warschau
- Stedelijk Van Abbe Museum, Eindhoven
- 2006 Kunstverein in Hamburg[1]
- 2006: Ornamente der Anatomie (The Ornaments of Anatomy), Kunstverein Hannover
- 2006: Wagon, 4th Berlin Biennale, Berlin
- Migros Museum für Gegenwartskunst, Zürich
- 2008: Unacabine, New Museum of Contemporary Art, New York
- 2009: Bunker Sztuki, Warschau
- Barbican Art Gallery, London[2]
- Galleria Civican, Trient
- 2011: Johnen Galerie, Berlin
- 2011: Stonghold, Biennale Lyon
- 2022: Kunstraum Dornbirn